# 莱昂 (历史地区)
莱昂地区（西班牙語：Región de León）是西班牙的一个历史地区。

## 历史
莱昂地区历史悠久，最早起源于公元10世纪伊比利亚半岛西北部的莱昂王国，是阿斯图里亚斯王国的继承国。后与卡斯蒂利亚王国结为共主邦联。
哈维尔·德·布尔戈斯在1833年西班牙行政区划分时正式设立莱昂历史地区，下辖莱昂、萨拉曼卡和萨莫拉三省。1850年后的一些地图将原属旧卡斯蒂利亚历史地区的萨拉戈萨省和帕伦西亚省划分到莱昂历史地区，因为这两个地区曾是阿斯图里亚斯王国征服过的土地。
西班牙民主转型后，自治区自治法案获得通过，莱昂省、萨拉曼卡省和萨莫拉省归属卡斯蒂利亚-莱昂自治区。

## 图集

1833年
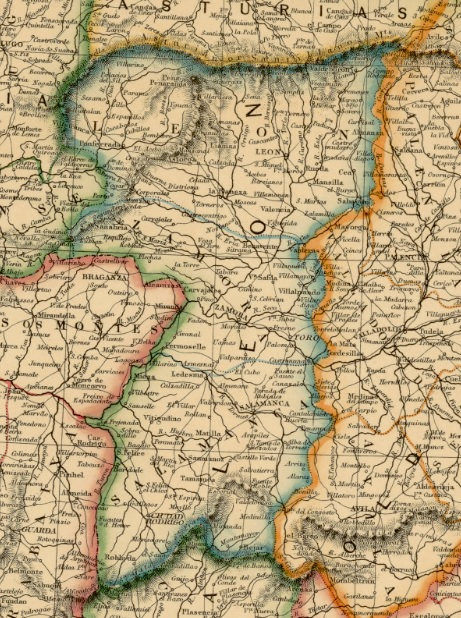
1869年
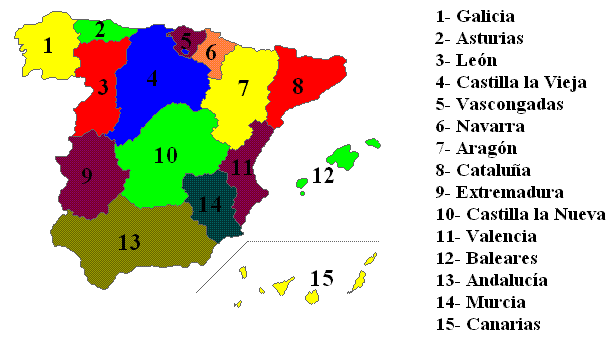
1933年
旗帜